# 虹の女神
『虹の女神 Rainbow Song』（にじのめがみ レインボー ソング）は、日本のシナリオバンク、プレイワークスによるプレイワークス作品、ラジオドラマと映画版（2006年公開）がある。

## 映画（2006年）
プレイワークスプロジェクト、映画第1弾。ラジオドラマのシナリオを基に齊藤美如と網野酸（岩井俊二）が脚本を書いた。

### ストーリー
映像制作会社で働く智也は、ある日、大学時代の友人、あおいが飛行機事故によって、アメリカで命を落とした事を知る。
2人の出会いは、最悪だった。
あおいと同じレコード店でバイトをしている女の子に近づくために、彼女の友人であるあおいに智也が声をかけたのである。
大学の映画研究会に所属するあおいは、自分が撮影する映画のフィルム代欲しさに、智也の恋のキューピット役を引き受ける。
結局、智也はあっけなく失恋したが、何故かあおいが監督となって製作している作品、『THE END OF THE WORLD』に主な俳優として無理やり出演させられることになった。
大学卒業後、映像制作会社に入社したあおいは、アメリカに映像の勉強のために留学する事を決意する。
一方、大学卒業後、就職できずにいた智也は、あおいの紹介で、あおいと同じ映像制作会社で働くようになるが、智也を慕うあおいを引き留めることなく、あおいをアメリカへ送り出す。
そして、ある時、智也がふと空を見上げると、いつかどこかで見た、不思議な虹が出ていた。
あおいの告別式の日、大学時代に撮った『THE END OF THE WORLD』の上映会が行われる事に…。

### キャスト
- 岸田智也：市原隼人
- 佐藤あおい：上野樹里

- 佐藤かな：蒼井優 - あおいの妹　生まれつき、盲目である。
- 麻倉今日子：酒井若菜 - 映画研究部に所属している同級生。自称秋田美人。秋田の訛がある。
- 久保サユミ：鈴木亜美 - あおいのアルバイト先の同僚で友人。
- 森川千鶴：相田翔子 - スピードカフェで出会う。

- 佐藤安二朗：小日向文世 - あおい・かなの父
- 佐藤ともえ：田島令子 - あおい・かなの母
- あおいの伯母：戸村美智子 - あおい・かなの父の姉

SKY WALKERのスタッフ
- 樋口慎祐：佐々木蔵之介 - あおいの勤務する映像製作会社先の上司
- 前田：郭智博 - 岸田智也の同僚AD、時に智也を助けてくれる
- 佐々木先輩：眞島秀和 - 岸田智也と同じくAD。
- カメラマン小沢：ピエール瀧 - 現場カメラマン。厳しいスタッフである。
- 田辺ディレクター：山中聡 - 智也の仕事のできなさに怒っている。

青葉学院大学映画研究部の部員
- 尾形学人：田中圭 - 助監督担当。撮影時は、現場の雑用もこなしている。
- 延島あきふみ：三浦アキフミ - 録音担当。現場ではマイクを担いでいる。
- 服部次郎：尾上寛之 - 撮影担当。カメラは、フジカZC1000を使用。

映画『毒ガスパニック』
- 監督：青木崇高 - この映画の監督。声が大きい。
- エキストラA：宮田洋輔 - 撮影中断中にトイレに行く。
- エキストラB：山崎貴士 - 撮影中断中にトイレに行く。

スピードカフェ
- 司会者：半海一晃 - 智也やあおいと行ったスピードカフェで司会を行っている。
- ほのぼの系：久保麻衣子

森川家の人々
- 千鶴の父：田山涼成
- 千鶴の母：鷲尾真知子

その他
- DJ坂上みき：坂上みき - 智也が運転する車にて空港に行く途中、流れているラジオのDJをやっている。
- CD店店長：佐藤佐吉 - コグレレコードの店長
- 警官：坂田聡 - あおいが智也をストーカーだと訴えて、智也のことを捕まえる。
- 警官（祭り）：武発史郎
- 気象予報士：内藤聡子

### スタッフ
- 原作：桜井亜美
- 脚本：桜井亜美、齊藤美如（さいとうみゆき）、網野酸（あみのさん）
- プロデュース：岩井俊二、橘田寿宏
- 音楽：山下宏明
- 監督：熊澤尚人
- 主題歌：種ともこ「The Rainbow Song 虹の女神」（1990年発表「The Rainbow Song」（アニメーション「Little Polar Bear/リトル・ポーラ・ベア〜しろくまくん、どこへ？」テーマ曲）のセルフカバー）
- 製作：アミューズソフトエンタテインメント、テレビ東京、東宝、幻冬舎、スターダストピクチャーズ、スカパー・ウェルシンク、TOKYO FM、朝日新聞社、電通、ぴあ、スープレックス

### 映画撮影のエピソード
撮影の舞台となったのは成城大学のキャンパス。これは監督の熊澤が成城大学（経済学部）出身であることと、自身が各大学のキャンパスをくまなく回った結果「この映画のロケは成城大学しか考えられない」と思ったからだそう。
熊澤は成城学園側に（これまで前例のない）キャンパス内ロケを申請し、映画研究会などの後押しもあり承認へとこぎつけた。撮影は2006年5月のゴールデンウィークを利用して、集中的に敢行したといわれている。2人が屋上にいるシーンは成城大学にある部室の屋根であり、普段は上ることができない。
劇中に登場し、重要な役割を担う一万円札の指輪の作り方がパンフレットの中に記載されている。
また、映画の中で主人公たちが自主映画の撮影で使われた公園や、歩いていた土手、アルバイト先のレコード店などは、岩井俊二作品では有名となった「リリイ・シュシュのすべて」や「花とアリス」などで多数ロケに使われた栃木県足利市である。

### 書籍
- 虹の女神 Rainbow Song（2006年9月、幻冬舎）ISBN 978-4-344-40843-2
- 虹の女神 （2006年10月、幻冬舎コミックス）ISBN 978-4-344-80853-9
- 虹の女神 PHOTO BOOK Rainbow Song（2006年10月、ぴあ）ISBN 978-4-8356-1645-2

## ラジオドラマ（2005年）
プレイワークスプロジェクト・ラジオドラマ第9弾
2006年3月8日にはavex traxより1万枚限定でCD（CCCD仕様）が発売された。

### スタッフ
- 脚本・監督：桜井亜美
- 監督・編集：尾道幸治
- プロデューサー：大作昌寿
- MC兼音楽プロデューサー：GOKU
- 音楽：鈴木謙介
- 制作：REALWAVE

### キャスト
- 岸田智也：柏原収史
- 麻倉今日子：関めぐみ
- 佐藤あおい：伊東美知枝
- 森川千鶴：楊原京子
- 佐藤かな：岩井七世
- 奈柚田櫂：岡本光太郎
- 尾形学人：佐々木一平
- サユミ：篠永あや